# Bassin visuel
Un bassin visuel est une étendue visible à partir d’un certain point à la surface de la Terre où se situe un observateur.
De tous les points du bassin visuel, la ligne de mire est dégagée d'obstacle visuel jusqu’au point de vue. Les limites d’un bassin visuel sont déterminées par la largeur de l’angle de vue et la distance entre l'observateur et les plans successifs du champ de vision (c'est à-dire les premier, deuxième, nième, arrière plans, l’horizon, etc.),.